# 柳川直則
柳川 直則（やながわ なおのり、本名：柳川 正祐（やながわ まさすけ）、1932年3月28日 - ）は、日本の作曲家、合唱指揮者。

## 略歴
東京都出身。東京芸術大学声楽科卒。声楽を畑中良輔、畑中更予、作曲を松本民之助、指揮を渡辺暁雄に師事。1959年、第二次イタリアオペラ日本公演に出演、大歌手を間近に接し大きな示唆を受ける。東京室内歌劇場の副指揮者も務めた。1957年、自身が指揮者を務める合唱団の連合会を提唱し、当初は6団体で結成。クールスィスと命名し、26回の演奏会の後、解散。この間東京交響楽団他のオーケストラ、室内楽団、中澤桂・立川澄人ら著名ソリストで、ハイドンのオラトリオ四季、ブラームスの哀悼歌および運命の歌、モーツァルト、フォーレ、ケルビーニ等のレクイエムを指揮。現在は新声会合唱団をはじめ多くのアマチュア合唱団を指揮する傍ら、作曲、編曲活動に専念している。
日本合唱指揮者協会に所属。

## 主な作品
- 女声合唱組曲「五つの小品『秋』」（八木重吉）
- 女声合唱組曲「夕映えの中に」（立原道造）
- 男声合唱組曲「曠野の歌」（伊藤静雄）
- 混声合唱組曲「人の林で」（塔和子）
- 女声合唱組曲「めざめた薔薇」（塔和子）
- 混声合唱組曲「日常」（塔和子）
- 混声合唱組曲「万葉集巻二による二つの挽歌」